# Еліз Рюд
Еліз Рюд (англ. Elize Ryd, нар. 15 жовтня 1984) — шведська співачка, танцюристка і композиторка, знаніша як вокалістка гурту Amaranthe. Брала участь у європейському турне гурту Kamelot влітку 2010 року. Спільно з проєктом «Dreamstate» записала композицію «Evolution». Діапазон голосу — сопрано.

## Життєпис
Ханна Еліза Ізабелла Май Хьостбломма Рід народилася у місті Вернаму 15 жовтня 1984 року, донька шведського батька та фінської матері, обоє з яких були музикантами. Вона вперше виступила на публіці в 4 роки. У дитинстві на неї впливало все — від Волта Діснея до геві-металу. У 13 років взяла участь у шоу талантів у Гетеборзі в 1998 році і виграла його як наймолодша учасниця. Першим призом був контракт на запис альбому, але оскільки вона не досягла мінімального віку 15 років, вона не мала права на отримання призу. Вона отримала стипендію, як найперспективніша співачка і місце в мюзиклі під назвою «Ляльковий театр», який був зіграний 76 разів у театрі Exercishuset в Гетеборзі. Ще одну стипендію вона отримала у 2003 році, коли закінчила середню школу.

### Рання кар'єра
Закінчивши трирічне навчання у школі виконавських мистецтв (Performing Arts School), Рід розпочала професійну співочу кар'єру як артистка кабаре в Cabaret Lorensberg у Гетеборзі. Вона також виконувала пісні для різних місцевих гуртів, таких як Falconer. Коли вона познайомилася з Йоакимом «Jake E» Лундбергом у клубі в Гетеборзі, він попросив її записати вокал для пісні його гурту Dreamland під назвою «Fade Away». Пізніше Лундберг познайомив її з Улофом Мьорком, який запропонував співпрацю зі своїм гуртом Dragonland, на що вона погодилася. Приблизно в цей час симфо-метал-гурт Nightwish зацікавився Рид, як заміною попередній вокалістці Тар'ї Турунен, хоча в кінцевому підсумку вона не була обрана на цю роль. У той же час вона, Мьорк і Лундберг говорили про створення власного гурту, в якому вона стала б вокалісткою і композиторкою. Гурт отримав назву Avalanche, пізніше був перейменований на Amaranthe з юридичних причин.

### У Amaranthe
На початку 2009 року гурт Amaranthe випустив дебютний міні-альбом «Leave Everything Behind». На початку 2011 року вони випустили свої перші два сингли, «Hunger» і «Rain», перш ніж випустити дебютний альбом Amaranthe, який посів 35-те місце у шведських чартах і 16-те у фінських. З цим альбомом гурт випустив два відеокліпи: один на пісню «Hunger», а інший на пісню «Amaranthine». Обидва були зняті режисером Патріком Уллеусом для Revolver Films. Також було знято відео на «1.000.000 Lightyears», четвертий сингл з дебютного альбому.
25 січня 2013 року Amaranthe випустили новий сингл під назвою «The Nexus», а 13 березня — музичне відео. Другий альбом Amaranthe, The Nexus, вийшов у березні 2013 року. Пізніше в 2013 році Amaranthe випустили два відео на сингли «Burn with Me» і «Invincible».
У вересні 2014 року Amaranthe випустили новий сингл і відео на пісню «Drop-dead cynical». Їхній третій альбом, Massive Addictive, вийшов 21 жовтня 2014 року, а також ще два відео на «Digital World» і «True» та лірик-відео на «Trinity».
Спеціальна компіляція Breaking Point — B-sides 2011—2015 вийшла 30 жовтня 2015 року. Amaranthe випустили свій четвертий альбом Maximalism у жовтні 2016 року, з головним синглом «That Song».

### У Kamelot
Протягом 2011 і 2012 років Рід приєдналась до гурту Kamelot на сцені як один з основних гастрольних вокалістів, записав гостьовий вокал на трьох треках десятого альбому Kamelot «Silverthorn» і знявся в одному музичному відео.
28 вересня 2012 року, під час підтримки північноамериканської частини турне Imaginaerum World Tour з Kamelot, Рид і її колега, вокалістка Kamelot Алісса Уайт-Глаз з The Agonist, приєдналися до симфо-метал-гурту Nightwish на єдиному концерті в Денвері, коли їхня вокалістка Анетт Олзон була госпіталізована.

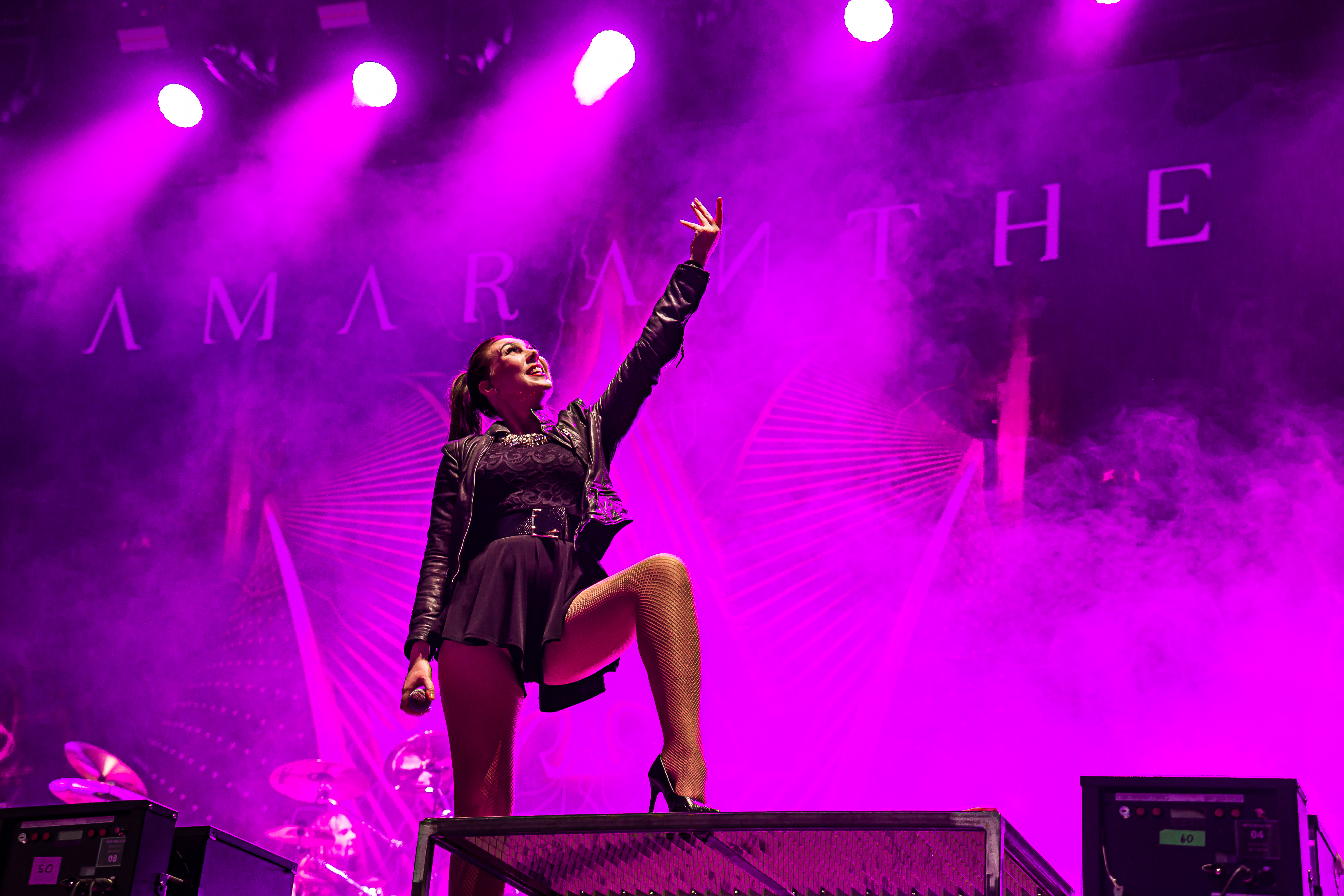
Еліза Рід на виступі Full Force 2022 у Феррополісі, Німеччина.

У вересні 2018 року Рід взяла участь у записі DVD «I Am The Empire Live From The 013», який вийшов 14 серпня 2020 року.

### Інша співпраця
Після вибуху популярності Amaranthe, Рід з'явилася в піснях кількох різних виконавців, з якими раніше не співпрацювала. 2011 року вона мала три помітні співпраці, які вийшли на комерційній основі. Це був гостьовий вокал для четвертого альбому шведського рок-гурту Takida «The Burning Heart» та EP Renegade Five «Life Is Already Fading», що вийшов у вересні 2011 року. Разом з іншими вокалістами Amaranthe Джейком Е. та Андреасом Сольвестремом, Еліз знову з'явилася на альбомі Dragonland; цього разу це був п'ятий альбом гурту «Under the Grey Banner».
У 2012 році Еліза Рід виконала гостьовий вокал на дебютному синглі «Evolution» музичного проєкту Dreamstate, створеного гітаристом Takida Томасом Валліном.
У 2013 році Рід виконала вокальні партії в альбомі «The Land of New Hope» з нового метал-оперного проєкту Тімо Толккі під назвою Avalon, в якому вона є головною героїнею. Альбом вийшов 17 травня 2013 році. Вона також була затверджена як одна з вокалісток другого альбому під назвою Angels of the Apocalypse.
Також у 2013 році вона записала пісню з російським композитором Олексієм Соловйовим. Пісня називається «Alone in the Universe».
Наприкінці 2013 року Рід взяла участь у проєкті Raskasta Joulua, що поєднує звучання металу з різдвяними колядками. Вона виконала пісню «Julen är här» в дуеті з Тоні Якко з Sonata Arctica. Вона також приєдналася до туру Raskasta Joulua на фінальних концертах. Під час цього візиту до Фінляндії вона виступила на фінському національному телебаченні. Там вона заспівала Ave Maria разом з Марко Хіетала, басистом гурту Nightwish. Вони продали понад 20 000 копій альбому Raskasta Joulua, який в результаті отримав платиновий сертифікат. 2014 року вона знову взяла участь у записах Raskasta Joulua. Вона з'явилася на альбомі Raknarok Juletide з піснею «Christmas Is Here», яка є англійською версією «Julen är här», також з Тоні Якко на вокалі. Вона також з'явилася на наступному альбомі, Raskasta Joulua 2, де заспівала кавер-версію пісні Кароли Хеггквіст «Himlen i min famn». Raskasta Joulua 2 розійшовся накладом понад 20 000 копій і також отримав платиновий сертифікат.
Під час Bandit Rock Awards 2014 року Рід отримла нагороду «Rock & Role Model» в номінації «Рок і рольова модель».
Еліза Рід також виконала гостьовий вокал на альбомі Тімо Толккі Avalon Angels of the Apocalypse, разом з Сімоною Сімонс, Флорою Янсен, Фабіо Тордільоне та іншими вокалістами пауер-металу, який вийшов 16 травня 2014 року.
Вона також з'явилася на новому альбомі Nergard A Bit Closer to Heaven. Він вийшов у травні 2015 року. У записі альбому також взяли участь Нільс К. Рю (Pagan's Mind), Міхаель Еріксен (Circus Maximus) і Ральф Шеперс (Primal Fear). Рид виконує пісню «On Through the Storm» і заспівала дуетом зі шведською співачкою Енді Кравляка (Andi Kravljaca).
Вона з'явилася на другому альбомі Smash into Pieces, виконавши пісню «My Cocaine». Альбом вийшов у лютому 2015 року.
Вона брала участь у шведському фестивалі Melodifestivalen 2015 разом зі шведським оперним тенором Рікардом Сьодербергом. Вони заспівали пісню під назвою «One by One», яку написали Рід і Джиммі Янссон. Вони посіли 5 місце у першому півфіналі (2-й тур 2-го раунду), але, на жаль, вибули після сильного збою програми.

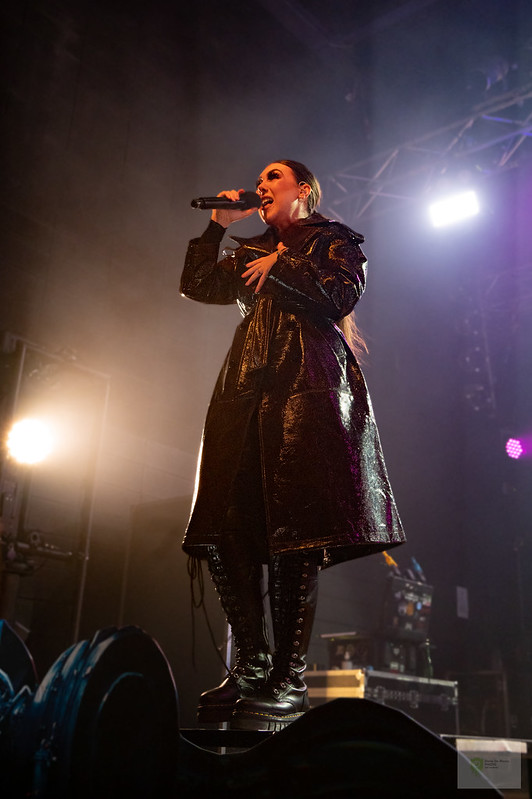
Еліз Рід під час виступу в Мілані 2024

Пісня Еліз Рід увійшла до альбому Brand New Revolution гурту Gus G, що вийшов 24 липня 2015 року. Пісня називається «What Lies Below».
Вона представлена на альбомі Docker's Guild під назвою The Heisenberg Diaries — Book A: Sounds of Future Past, що вийшов 21 січня 2016 року, де вона співає науково-фантастичні мелодії «Never Ending Story» і «Suspension» (з саундтреку до фільму «Бак Роджерс у 25-му столітті») в дуеті з Дугласом Р. Докером. (2016)
5 березня 2016 року новий сингл «At the Break of Dawn» за участю Елізи Рід випустив фінський гурт Arion.
У грудні 2016 року Рід знову приєдналася до туру Raskasta Joulua, відігравши вісім концертів у Фінляндії. У березні 2017 року вона приєдналася до гітариста Gus G. на кількох концертах у Японії.
У грудні 2017 року Рід приєдналася до туру Raskasta Joulua у Фінляндії. Вона також з'явилася на їхній пісні «Stjärnan i min hand».
У грудні 2018 року Рід знову приєдналася до Raskasta Joulua на семи концертах у Фінляндії в рамках їхнього туру.
У грудні 2019 року Рід приєдналася до ще одного туру Raskasta Joulua з вісьмома концертами у Фінляндії.
Рід взяла участь у пісні «Lucky Star» з однойменного дебютного альбому Amahiru, музичного проєкту Фредеріка Леклерка та SAKI, який вийшов у 2020 році.
15 грудня 2023 року Рід разом з гуртом Apocalyptica випустил кліп на пісню What We're Up Against
В грудні 2024 року разом з іншими рок музикантами долучилась до фінського щорічного концерту "Raskasta Joulua".

## Особисте життя
У неї є старша сестра на ім’я Еліна Рід, а також був старший зведений брат на ім’я Йохан Карлзон, який помер у 2008 році.
З 2009 року вона перебуває у стосунках із колишнім шведським хокеїстом Джоелем Гістедт (Joel Gistedt).
Еліза Рід — вегетаріанка.

## Дискографія

### Альбоми
Із Amaranthe
- Leave Everything Behind (міні-альбоми, 2009)
- Amaranthe (2011)
- The Nexus (2013)
- Massive Addictive (2014)
- Maximalism (2016)
- Helix (2018)
- Manifest (2020)

Із Kamelot
- Silverthorn (2012)

Із Falconer
- The Sceptre of Deception (2003)
- Grime vs. Grandeur (2005)

Із Dreamland
- Future's Calling (2005)

Із Dragonland
- Astronomy (2006)
- Under the Grey Banner (2011)

Із Houston
- Relaunch (2011)

Із Takida
- The Burning Heart (2011)

Із Renegade Five
- Nxt Gen (2011)

Із Timo Tolkki's Avalon
- The Land of New Hope (2013)
- Angels of the Apocalypse (2014)

Із Raskasta Joulua
- Raskasta Joulua (2013)
- Rakgnarok Juletide (2014)
- Raskasta Joulua IV (2017)

Із Crossnail
- Sand of Time (2015)

Із Karmaflow
- The Rock Opera Video Game (2015)

Із Smash into Pieces
- The Apocalypse DJ (2015)

Із Nergard
- A Bit Closer To Heaven (2015)

Із Gus G
- Brand New Revolution (2015)

Із Docker's Guild
- The Heisenberg Diaries — Book A: Sounds of Future Past (2016)

### Сингли
Із Amaranthe
- «Hunger» (2011)
- «Rain» (2011)
- «Amaranthine» (2011)
- «1.000.000» Lightyears (2012)
- «The Nexus» (2013)
- «Burn With Me» (2013)
- «Invincible» (2013)
- «Drop Dead Cynical» (2014)
- «Trinity» (2014)
- «Digital World» (2014)
- «True» (2014)
- «That Song» (2016)
- «Fury» (2016)
- «Maximize» (2016)
- «Boomerang» (2017)

Із Kamelot
- «Sacrimony (Angel of Afterlife)» (2012)

Із Timo Tolkki's Avalon
- «Enshrined in My Memory» (2013)

Із Dreamstate
- «Evolution» (2012)

Із Rickard Söderberg для Melodifestivalen 2015
- «One By One» (2015)

Із Nergard
- «On Through The Storm» (2015)

Із Arion
- «At the Break of Dawn» (2016)

## Музичні відео
Із Amaranthe
- «Hunger» (2011)
- «Amaranthine» (2011)
- «1.000.000 Lightyears» (2012)
- «The Nexus» (2013)
- «Burn With Me» (2013)
- «Invincible» (2013)
- «Drop Dead Cynical» (2014)
- «Trinity» (2014)
- «Digital World» (2015)
- «True» (2015)
- «That Song» (2016)
- «Boomerang» (2017)
- «Maximize» (2017)

Із Kamelot
- «Sacrimony (Angel of Afterlife)» (2012)

Із Dreamstate
- «Evolution» (2012)

Із Timo Tolkki's Avalon
- «Enshrined in My Memory» (2013)

Із Gus G
- «What Lies Below» (2015)